# Aberratie (biologie)
Een aberratie in de taxonomie is een afwijkende verschijningsvorm van een levensvorm. De aanduiding geldt als informeel en heeft de laagst mogelijke rang. Vaak gaat het om vormen die afwijken als gevolg een chromosomale afwijking of een verstoorde ontwikkeling. Er komen bijvoorbeeld weleens aberraties van dieren voor die zowel mannelijke als vrouwelijke kenmerken hebben (gynandromorf).
Sommige aberraties hebben een gepubliceerde naam, die dan wordt weergegeven met de afkorting ab. Bijvoorbeeld Parides agavus ab. aurimaculatus (Clerot, 1922) is een aberratie van Parides agavus.

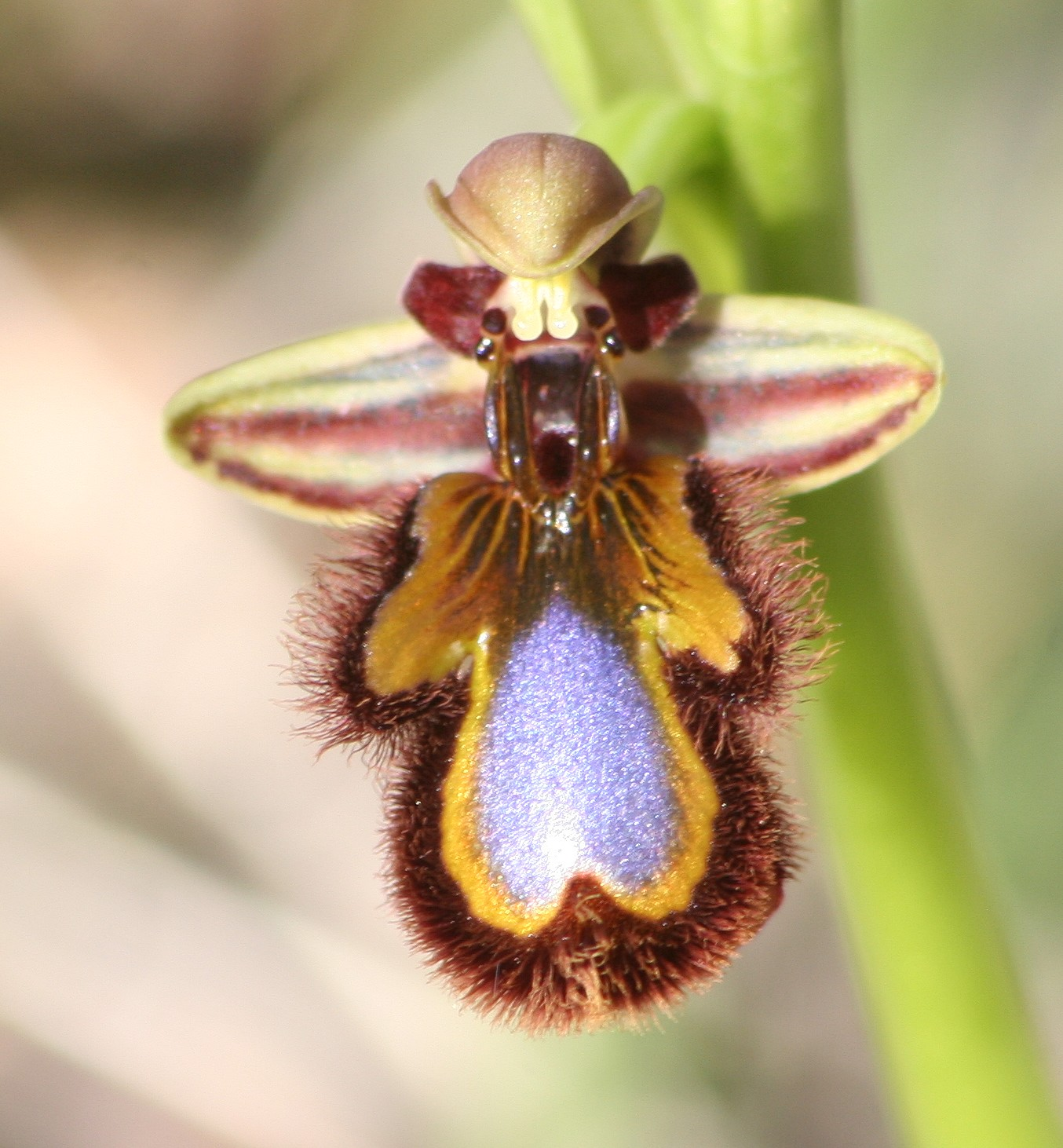
Gebruikelijke vorm van bloeiwijze van Ophrys speculum
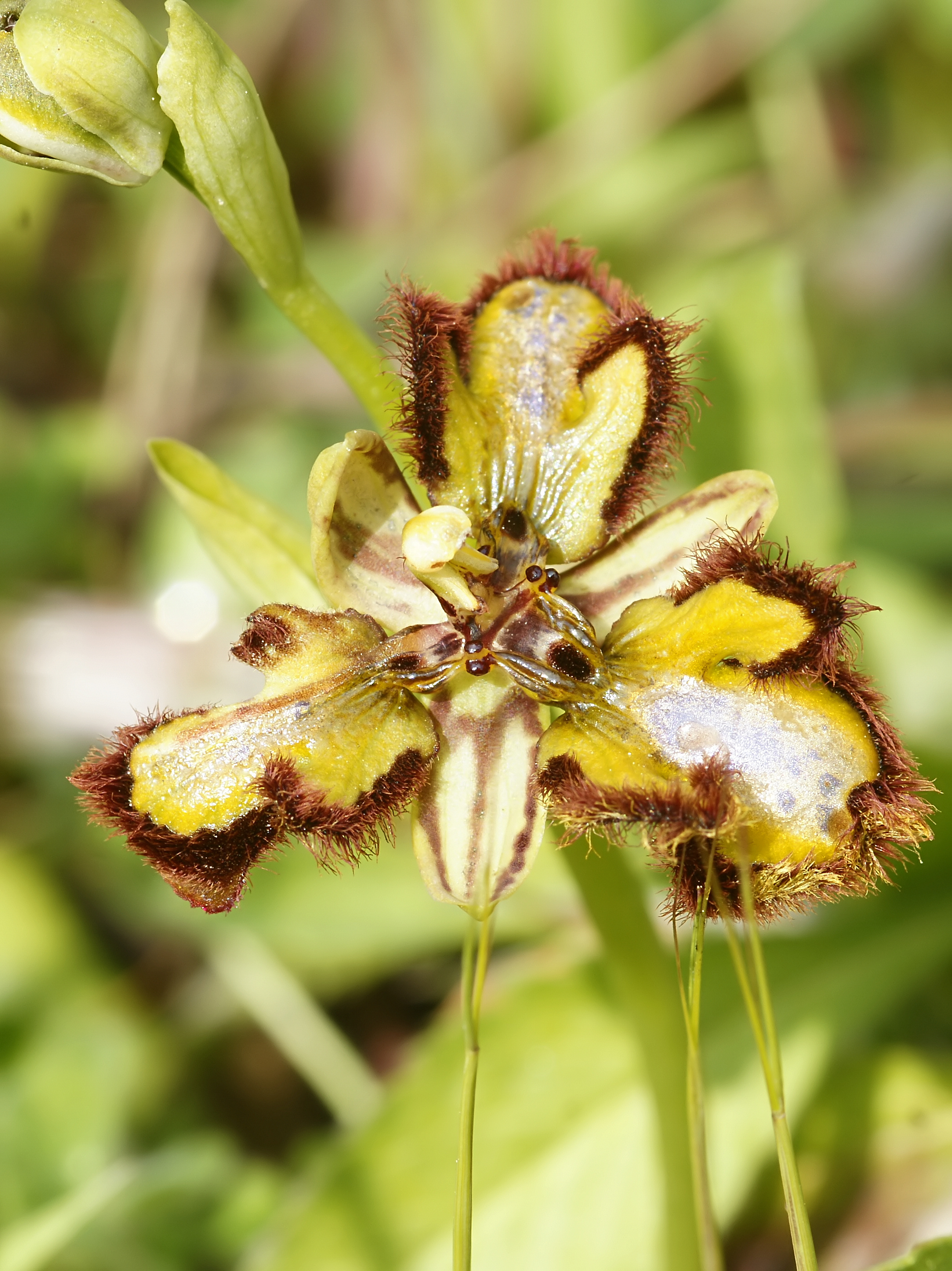
Aberratie